# Charles Bampfylde
Charles Warwick Bampfylde, 5e baronnet (23 janvier 1753 - 19 avril 1823) de Poltimore dans le Devon, est un homme politique britannique qui est deux fois député d'Exeter, en 1774-1790 et 1796-1812 .

## Biographie

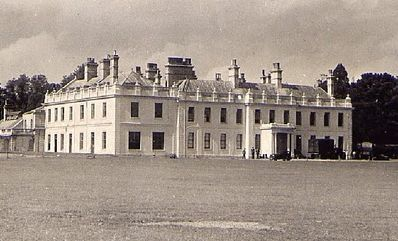
Poltimore House, siège de la famille Bampfylde

Il est le fils aîné survivant de Richard Bampfylde, 4e baronnet et de sa femme Jane Codrington (d. 1789), fille et héritière du colonel John Codrington de Charlton House Wraxall, Somerset, près de Bristol. Il est baptisé à l'église St Augustine the Less, à Bristol dans le Gloucestershire.
Bampfylde fait ses études au New College d'Oxford et obtient le diplôme de docteur en droit civil (DCL). En 1776, il succède à son père comme baronnet. Il est haut shérif de Somerset de 1820 à 1821 après la mort en fonction de Gerard Berkeley Napier.
Entre 1774 et 1790, Bampfylde siège en tant que député d'Exeter. À partir de 1796, il représente la circonscription au Parlement de Grande-Bretagne jusqu'à l'Acte d'Union en 1801, puis au Parlement du Royaume-Uni jusqu'en 1812.

## Mariage et descendance

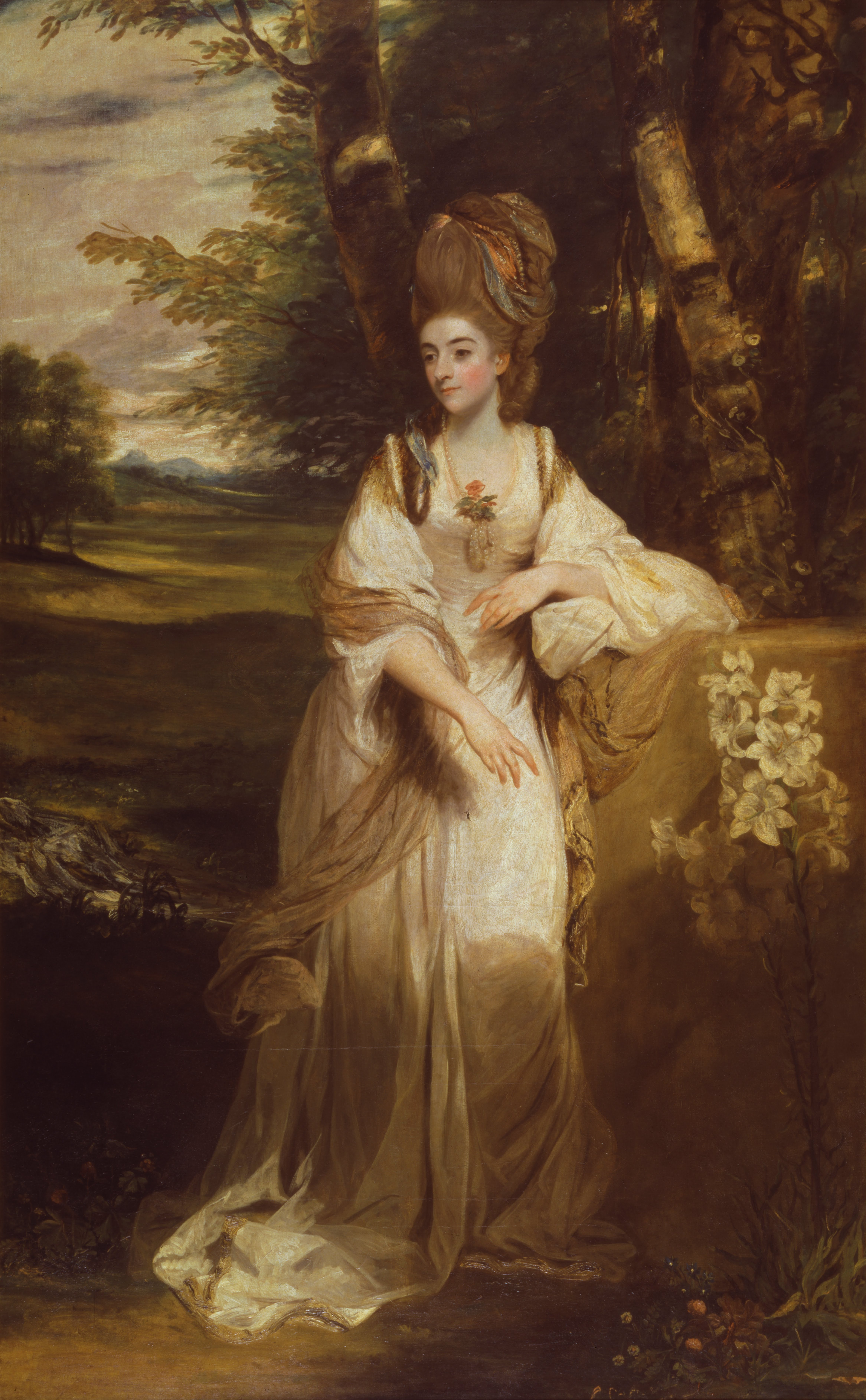
Lady Bampfylde par Joshua Reynolds, c.1776, Tate Modern, Londres

Le 9 février 1776, à l'église St James de Piccadilly, il épouse Catharine Moore, fille aînée de l'amiral John Moore (1er baronnet), dont il a deux fils et une fille :
- George Bampfylde (1er baron Poltimore) (1786-1858), fils aîné et héritier, élevé en 1831 à la pairie en tant que baron Poltimore.
- Charles Bampfylde, prêtre[9]
- Louisa Bampfylde, épouse du lieutenant Edward Wells, de la Royal Navy[10].

## Tentative de meurtre et mort
Le 7 avril 1823, un coup de feu est tiré sur Bampfylde devant sa maison de Montagu Square à Londres par un ancien domestique jaloux, dont la femme travaille toujours dans la maison de Bampfylde. Après avoir vu son tir toucher Bampfylde, l'homme se suicide avec un deuxième pistolet.
Bampfylde est blessé, mais est décédé deux semaines plus tard. Une autopsie montre que la balle a traversé les poumons et s'est immobilisé entre les côtes, mais qu'avec la balle également un petit morceau de sa bretelle est entré dans le corps et a provoqué une gangrène mortelle. Bampfylde est enterré à Hardington dans le Somerset.
Son fils aîné George Bampfylde, 1er baron Poltimore lui succède au rang de baronnet et est plus tard élevé à la pairie en tant que baron Poltimore .